# Neotiwaripotamon jianfengense
Neotiwaripotamon jianfengense is een krabbensoort uit de familie van de Potamidae. De wetenschappelijke naam van de soort is voor het eerst geldig gepubliceerd in 1994 door Dai & Naiyanetr.